# نضال الأحمدية
نضال الأحمدية (9 سبتمبر 1963 -): صحفية وإعلامية لبنانية من مواليد الكويت، وهي حالياً تمتلك مجلة باسم الجرس.

## حياتها الأسرية وبداياتها
ولدت نضال الأحمدية في الكويت لأسرة لبنانية درزية من جبل لبنان ، والدها علي وأمها منوى ، أشقاؤها هم ناصر طارق د. طليع وشقيقاتها هن المهندسة ضياء والدكتورة جميلة والمتخصصة في المحاسبة خالدة ، وكان والدها من المقربين للسياسي اللبناني الراحل كمال جنبلاط ، بل من مؤسسي الحزب التقدمي الإشتراكي وقُتل أبوها أمام أعينها وهي في عمر ال 20 سنة.
عُرف إسمها لأول مرة في سن ال 16 عشر حين تفوقت على 7,000 مشترك ومشتركة تباروا على الميدالية الذهبية في برنامج استديو الفن عن فئة التقديم وفازت بالميدالية الذهبية لكنها انصرفت عن الشاشة لتذهب إلى العمل السياسي في الصحافة والحزب وكانت أولى مقابلاتها حواراً مع (سلطان الأطرش) ، في حين لم يستطع كبار الصحافيين آنذاك أن يحاوروه.
وكانت ميولها في الأساس تتجه للسياسة ، لكن جين قتلوا ثلاثة من الصحافيين زملائها وقتلوا والدها وحين أدركت أن السياسة طريق وعرة ومحفوفة بالمخاطر ، اتجهت نحو الصحافة الفنية بالرغم من قولها بأن الفن والصحافة الفنية طريق ليس بالسهل ، ولكنه يبقى أقل خطورة من طريق السياسة ، فعملت في مؤسسات كثيرة دون أن تكون موظفة وأسست مجلتها الجرس ، وحصلت على الطلاق من زوجها الدكتور وليد مطر بعد انتظار 18 عاماً رفض خلالها أن يطلقها.

## سيرتها المهنية
بعد تخرجها من الجامعة انتقلت من التلفزيون للعمل كمحررة صحفية ثم أخذت تتطور في السلم الصحفي شيئاً فشيئاً، كانت بداياتها في المجال السياسي فتلقّت تهديدات بسبب كتاباتها المستفزة لبعض الأحزاب السياسية في لبنان آنذاك، ثم انتقلت للعمل في إذاعة لبنان وصوت الشعب وتلفزيون لبنان وتلفزيون ال المؤسسة اللبنانية للإرسال وغيرها من المحطات وكبريات الصحف ثم في الصحافة الفنية فاشتهرت أيضاً بخلافاتها مع الكثير من الفنانين والفنانات وقيامها بالتشهير بهم عن طريق المجلة والتلفزيون الخاص بها ومن أشهر خلافاتها؛ خلافها مع الفنانة اللبنانية هيفاء وهبي واتهامها لهيفاء بمحاولة قتلها، وقد قامت الفنانة هيفاء بدورها برفع عدة قضايا على نضال الأحمدية تتهمها فيها بتصوير ونشر مقاطع فيديو لها في أوضاع مخلة بالآداب والتشهير وغير ذلك ولا تزال هذه القضايا تحت نظر المحاكم في لبنان، أيضاً مع أحلام وغيرها

### محاولة اغتيالها
كانت بتاريخ 2002/7/24 حين اتهمت طليق إحدى الفنانات اللبنانيات بدون تقديم أي دليل بمحاولة قتلها أمام بيتها، ونتج عن محاولة اغتيالها العديد من الأضرار المادية والمعنوية لها، إذ أسفر عن ذلك حدوث ارتجاجات في الأذن الوسطى لنضال وسقوط أسنانها الأمامية وجروح عميقة بالرأس أدت لخياطة 75.5 قطبة برأسها وهذا بالإضافة للعديد من الإصابات الأخرى.[بحاجة لمصدر]

### نضال الأحمدية في 2010
بدت واضحة الشهرة الواسعة التي حققتها الأحمدية في مختلف أرجاء الوطن العربي، حيث وصل عدد معجبيها في موقع فيسبوك الاجتماعي لما يقارب مئة ألف معجب ومعجبة، ممن يتابعون أخبارها أولاً بأول ويتواصلون معها عبر الإنترنت ويعبرون عن مدى إعجابهم بها وهي التي تعتبر مدرسة في الصحافة والإعلام من خلال الإهداءات والصور والتضامن معها في مختلف مراحل حياتها، والتفاعل مع كافة القضايا التي تطرحها الأحمدية عبر مجلتها الإسبوعية الجـرس.

### هجومها على عمرو دياب
شنت هجمات شديد في بداية عام 2013 م على الفنان المصري عمرو دياب في مختلف أعداد مجلة الجرس ووصفته في حد تعبيرها أنه عجوز والذي يجب أن تعتزل في سن محدد وأن أغانيه ليست تراثاً مثل تراث سيد درويش ولا تحب أغانيه. وأنه رفض مقابلة أحد الصحافيين في مجلتها لكن حتى الآن عمرو دياب لا يرد عليها وقد أثارت المقالات المتعددة ضد عمرو دياب غضب جمهوره مما جعل الجمهور يشك أنها اتفقت مع الفنان ملحم بركات على الهجوم معاً في نفس الوقت.

### قضية برنامج مصارحة حرَّة
بتاريخ 01.05.2015 استضافتها الإعلامية المصرية منى عبد الوهاب في برنامج مصارحة حرة على قناة TEN TV المصرية الحلقة أثارت جدلا واسعا بسبب انسحاب نضال الأحمدية ورفضها الإجابة على سؤال «الضربة القاضية» الذي توجهه الإعلامية المصرية إلى ضيوفها في نهاية كل حلقة. الفكرة تقوم على كتابة المذيعة المصرية لسؤال على ورقة لا يطلع عليها سوى ضيف الحلقة الذي يملك الحق في الموافقة أو الرفض بطرح السؤال على الملأ ولكن وما إن قرأت نضال الأحمدية السؤال حتى انفجرت واتهمت المذيعة المصرية بالتهجم على شرفها وهددتها بالقتل قائلة: «لو معي رصاص بقوصك» ووعدت بأن الحلقة لن تعرض وهو ما لم يحدث. بدورها قامت منى عبد الوهاب بتوضيح وجهة نظرها في الموضوع حيث اتهمت نضال الأحمدية بالمبالغة بردة فعلها وأكدت أن السؤال الذي كتبته على الورقة مطروح بشكل كبير على عدد من الوسائل الإعلامية بشكل عام ومواقع الإنترنت بشكل خاص وأنها لم تبتكر القصة أو تخترعها حيث قالت لها في الحلقة «على فكرة ده اتكتب عنك دي إشاعة موجودة عنك وبتتردد». نضال الأحمدية اتهمت الفنانة السورية أصالة بالتواطؤ مع المذيعة المصرية لإحراجها في الحلقة وأن فريق عمل البرنامج قد دعاها لـ«سهرة خمر» -على حد تعبيرها في ذات الفيديو- وهو ما رفضته منى عبد الوهاب جملة وتفصيلا.

## الخلافات
علاقاتها في الوسط الفني بشكل عام ومع عدد كبير من الفنانات بشكل خاص تشهدها حالة مد وجزر حيث أنها كثيرة الشجار والمصالحة مع ذات الفنانات وعلى رأسهم أصالة التي اتهمتها بأنها «بالتأكيد عندا شكل من أشكال التخلف العقلي» أصالة تابعت ردها على نضال الأحمدية من خلال برنامج تاراتاتا مع الإعلامي نيشان حيث قالت: «ما في شك إنو نضال الأحمدية بهالمجال الإعلامي هي الأقسى وهي الأكثر كراهية والأكثر سواد ولا تسامح معها» وقالت عنها في ذات اللقاء «هي ما إلها محب»، أضف إلى ذلك حصول الفنانة اللبنانية نجوى كرم على حكم قضائي ضدها في فترة من الفترات، وهي أيضا على خلاف مع النجمة اللبنانية هيفاء وهبي، كما أنها على خلاف مع المطربة اللبنانية نانسي عجرم علما بأن خلافاتها مع الفنانات اللاتي ذكرن لم تنته بعد وتشهد حالة من الصراع الدائم. كما أنا خلافاتها مع بعض الفنانات انتهت بالصلح والهدوء الذي يشوبه الحذر مثل علاقاتها بالفنانتين اللبنانيتين نوال الزغبي وإليسا. خلافاتها لم تقتصر على الفنانات فقط حيث وصل بها الحد لاتهام الفنان اللبناني وائل كفوري بأنه «ليس رجل» مما شكّل صدمة في الوسط الإعلامي إلا أن وائل كفوري لم يحاول الرد عليها وتجاهل تصريحاتها. كما كانت على خلاف مع الموسيقار اللبناني الراحل ملحم بركات وعدد لا بأس به من الفنانين العرب. إلا أن أكبر وأشهر خلافاتها كان مع الفنانة الإمارتية أحلام إذ وصل الأمر إلى القضاء اللبناني بعد أن اتهمت نضال الأحمدية الفنانة الإماراتية باختراق حسابها على صفحة تويتر وإشاعة خبر وفاتها. الأمر لم يقف عند هذا الحد حيث قامت نضال الأحمدية بالتهجم على أحلام وزوجها بطل الرالي السابق القطري مبارك الهاجري واصفة إياه بـ«شرابة الخرج» وبلغ الأمر أن هددتها بالقتل ثأرا للإشاعة المزعومة. غرابة الفيديو الذي نشرته نضال الأحمدية بنفسها فرضت القضية ونشرتها على نطاق واسع في الإعلام العربي. أحلام ربحت الجولة الأولى من القضية ولكن نضال الأحمدية رفضت الحكم وأذاعت أخبار أخرى عن الحكم وادّعت أن أحلام جنحت للصلح وأنها طلبت من محاميها مليار دولار مقابل الصلح ولكنها لم تقدم أي دليل على ذلك الادعاء.